# Едуард Изгнаника
Едуард Изгнаника (на английски: Edward the Exile; * 1016; † 19 април 1057) е син на крал Едмънд II, наричан още Желязното ребро, и племенник на крал Едуард Изповедника – предпоследния крал на Англия преди завладяването ѝ от Уилям I Завоевателя.
Наречен е „Изгнаника“ понеже прекарва по-голямата част от живота си далеч от Англия, родината на неговите деди.

## Биография
След смъртта на баща му Англия е завладяна от Дания и по заповед на крал Кнут Велики едва неколкомесечният Едуард заедно с неговия брат Едмунд Етелинг са изпратени в Швеция в двора на Олаф Шьотконунг с нареждането да бъдат убити там без много шум. Противно на волята на Кнут обаче, няколко предани царедворци скриват децата и ги завеждат в Киев, където по това време дъщерята на Олаф Шьотконунг Ингегерд Олофсдотер е велика княгиня, според други източници те са отведени в Полша, където управлява вуйчото на Кнут Велики – Болеслав I Храбри.
Младият Едуард се жени за Агата, за чието потекло има доста противоречива и неясна информация като е вероятно тя да е дъщеря или внучка на българския цар Гаврил Радомир. След сватбата двамата отиват да живеят в Унгария и там се раждат трите им деца:
- Маргарет Шотландска (около 1045 – 1093), омъжена за Малкълм III Шотландски, която остава повече известна след смъртта си като Света Маргарет Шотландска;
- Кристина (около 1050 – 1090), която става игуменка на абатство Ромси в Хампшър;
- Едгар Етелинг (1051 – 1126).

Когато неговият чичо, Едуард Изповедника, научава, че Едуард е жив, го обявява за свой наследник на трона. През 1056 г. Едуард Изгнаника пристига със семейството си в Англия, но така и не успява да си върне законно принадлежащия му престол, тъй като едва стъпил на английския бряг неочаквано умира. Вероятно сред определени кръгове в Англия неговото коронясване е било крайно нежелателно. След неговата смърт, последвана няколко години по-късно от тази на Едуард Изповедника, който не оставя потомство, следва остра борба за престола, и тази криза в крайна сметка довежда до завладяването на Англия от нормандците на Уилям I Завоевателя.